# Tania Merchiers
Tania Merchiers (21 augustus 1966) is een voormalige Belgische atlete, die gespecialiseerd was in de middellange en lange afstand en het veldlopen. Zij nam eenmaal deel aan de Europese indoorkampioenschappen en veroverde vier Belgische titels.

## Biografie

### Baan
Merchiers behaalde in 1989 de Belgische titel op zowel de 1500 m als de 3000 m. Het jaar nadien verbeterde ze het Belgisch indoorrecord op de 3000 m en behaalde ze ook de indoortitel op de 1500 m. Dit in alweer een Belgisch record. Ze nam dat jaar op de 3000 m deel aan de Europese indoorkampioenschappen. Ze werd negende in de rechtstreekse finale. In 1995 werd ze voor de tweede maal Belgisch kampioene op de 1500 m.

### Veldlopen
Merchiers nam ook  tweemaal deel aan de wereldkampioenschappen veldlopen. Ze behaalde nooit een ereplaats.

### Clubs
Merchiers was aangesloten bij Ajax Sportvereniging en stapte over naar AV Toekomst.

## Belgische kampioenschappen
Outdoor
| Onderdeel | Jaar       |
| --------- | ---------- |
| 1500 m    | 1989, 1995 |
| 3000 m    | 1991       |

Indoor
| Onderdeel | Jaar |
| --------- | ---- |
| 1500 m    | 1990 |

## Persoonlijke records
Outdoor
| Onderdeel | Prestatie       | Datum            | Plaats  |
| --------- | --------------- | ---------------- | ------- |
| 1500 m    |                 |                  |         |
| 2000 m    | 5.45,27 (ex NR) | 13 augustus 1989 | Hengelo |
| 3000 m    | 8.58,25         | 19 juli 1989     | Pescara |

Indoor
| Onderdeel | Prestatie       | Datum            | Plaats |
| --------- | --------------- | ---------------- | ------ |
| 1500 m    | 4.16,14 (ex NR) | 11 februari 1990 | Gent   |
| 3000 m    | 9.07,63 (ex NR) | 4 februari 1990  | Gent   |

## Palmares

### 1500 m
- 1989:  BK AC – 4.13,96
- 1990:  BK indoor AC – 4.16,14 (NR)
- 1995:  BK AC – 4.20,81

### 3000 m
- 1989:  BK AC – 9.11,45
- 1990: 9e op EK indoor in Glasgow – 9.16,74

### veldlopen
- 1988: 101e WK in Auckland
- 1989: 96e WK in Stavanger